# Eriosema ellipticifolium
Eriosema ellipticifolium är en ärtväxtart som beskrevs av Schinz. Eriosema ellipticifolium ingår i släktet Eriosema och familjen ärtväxter. Inga underarter finns listade i Catalogue of Life.